# Гартман (Арканзас)
Гартман (англ. Hartman) — місто (англ. city) в США, в окрузі Джонсон штату Арканзас. Населення — 516 осіб (2020).

## Географія
Гартман розташований на висоті 118 метрів над рівнем моря за координатами 35°26′14″ пн. ш. 93°37′21″ зх. д. / 35.43722° пн. ш. 93.62250° зх. д. (35.437186, -93.622423). За даними Бюро перепису населення США в 2010 році місто мало площу 3,24 км², з яких 3,20 км² — суходіл та 0,04 км² — водойми. В 2017 році площа становила 3,50 км², з яких 3,46 км² — суходіл та 0,04 км² — водойми.

## Демографія
Згідно з переписом 2010 року, у місті мешкало 519 осіб у 204 домогосподарствах у складі 150 родин. Густота населення становила 160 осіб/км². Було 242 помешкання (75/км²).
Расовий склад населення:
| - 95,6 % — білих - 0,6 % — корінних американців - 0,6 % — азіатів - 0,2 % — чорних або афроамериканців - 1,9 % — осіб інших рас |

До двох чи більше рас належало 1,2 %. Іспаномовні складали 3,5 % від усіх жителів.
За віковим діапазоном населення розподілялося таким чином: 25,0 % — особи молодші 18 років, 60,7 % — особи у віці 18—64 років, 14,3 % — особи у віці 65 років та старші. Медіана віку мешканця становила 38,5 року. На 100 осіб жіночої статі у місті припадало 100,4 чоловіків; на 100 жінок у віці від 18 років та старших — 96,5 чоловіків також старших 18 років.
Середній дохід на одне домашнє господарство становив 31 957 доларів США (медіана — 27 917), а середній дохід на одну сім'ю — 38 127 доларів (медіана — 35 880). Медіана доходів становила 31 111 долар для чоловіків та 25 625 доларів для жінок. За межею бідності перебувало 26,9 % осіб, у тому числі 29,9 % дітей у віці до 18 років та 27,5 % осіб у віці 65 років та старших.
Цивільне працевлаштоване населення становило 220 осіб. Основні галузі зайнятості: виробництво — 23,6 %, роздрібна торгівля — 22,7 %, освіта, охорона здоров'я та соціальна допомога — 11,4 %, будівництво — 9,1 %.
За даними перепису населення 2000 року в Гартманні проживало 596 осіб, 181 сім'я, налічувалося 234 домашніх господарств і 258 житлових будинків. Середня густота населення становила близько 161,1 особа на один квадратний кілометр. Расовий склад Гартманна за даними перепису розподілився таким чином: 98,32 % білих, 1,01 % — корінних американців, 0,17 % — представників змішаних рас, 0,50 % — інших народів. Іспаномовні склали 1,68 % від усіх жителів міста.
З 234 домашніх господарств в 30,8 % — виховували дітей віком до 18 років, 62,4 % представляли собою подружні пари, які спільно проживали, в 10,3 % сімей жінки проживали без чоловіків, 22,6 % не мали сімей. 21,4 % від загального числа сімей на момент перепису жили самостійно, при цьому 11,1 % склали самотні літні люди у віці 65 років та старше. Середній розмір домашнього господарства склав 2,55 особи, а середній розмір родини — 2,92 людини.
Середній дохід на одне домашнє господарство в місті склав 22 891 долар США, а середній дохід на одну сім'ю — 24 821 долар. При цьому осіби мали середній дохід в 27 500 доларів США на рік проти 18 750 доларів середньорічного доходу у жінок. Дохід на душу населення в місті склав 15 188 доларів на рік. 24,2 % від усього числа сімей в населеному пункті і 25,5 % від усієї чисельності населення перебувало на момент перепису населення за межею бідності, при цьому 45,9 % з них були молодші 18 років і 26,4 % — у віці 65 років та старше.